# Moiré (interferensmönster)

Ett moirémönster som uppstått då två uppsättningar av parallella linjer med en vinkelskillnad på 5° interfererar.

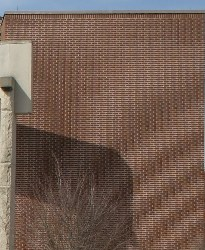
Objektmoiré har här uppstått genom en tegelväggs åtkommande rutmönster.

Moiré (från franska:[mwaʁe]) är det interferensmönster som uppstår då exempelvis två nät med en viss vinkelskillnad eller skillnad i maskstorlek läggs ovan på varandra. Effekten blir att ett nytt mönster uppstår på grund av att vissa områden kommer att förstärkas. Detta är synligt om tillräckligt många upprepade, ganska linjärt fördelade, mönstersammanträffanden sker. Små variationer orsakar "mönster i mönstret" (se bild nedan t.h.), men om man avsiktligt inför slumpvisa variationer, kan mönstret elimineras.

## Objektmoiré
Moirémönster kan även uppstå på tv- eller datorskärmar där en visad bild bestående av exempelvis ett mönster av ränder eller rutor interfererar med skärmens egna pixlar. Samma effekt kan uppstå om bilden trycks, eftersom tryckpressen eller skrivarens rasterpunkter hade kunnat skapa ett interferensmönster likt pixlarna i tv- eller datorskärmen. Denna effekt, där bildens eget mönster tillsammans med visningsmediets upplösning skapar moiré, kallas objektmoiré. Se bild till höger.

## Moiré vid tryck
Vid tryckning av exempelvis en bild eller en färgad tonplatta måste vinkeln mellan rasterlinjerna (som utgör bilden eller tonplattan) vara sådan så att inte ett störande moirémönster uppstår. Normalt är rastervinklarna satta att vara 0° för gul (Y), 15° för cyan (C), 75° för magenta (M) och 45° för svart (K). Bilden nedan visar hur moirémönstret ser ut om två tonplattor med felinställda rastervinklar trycks ovan på varandra.
Moiré-mönster uppstår dock inte vid stokastiskt (frekvensmodulerat) raster, eftersom denna rastertyp inte är uppbyggd av linjärt ordnade rasterpunkter.
Ett önskat moirémönster skapas i tyg av typen moaré.

## Galleri

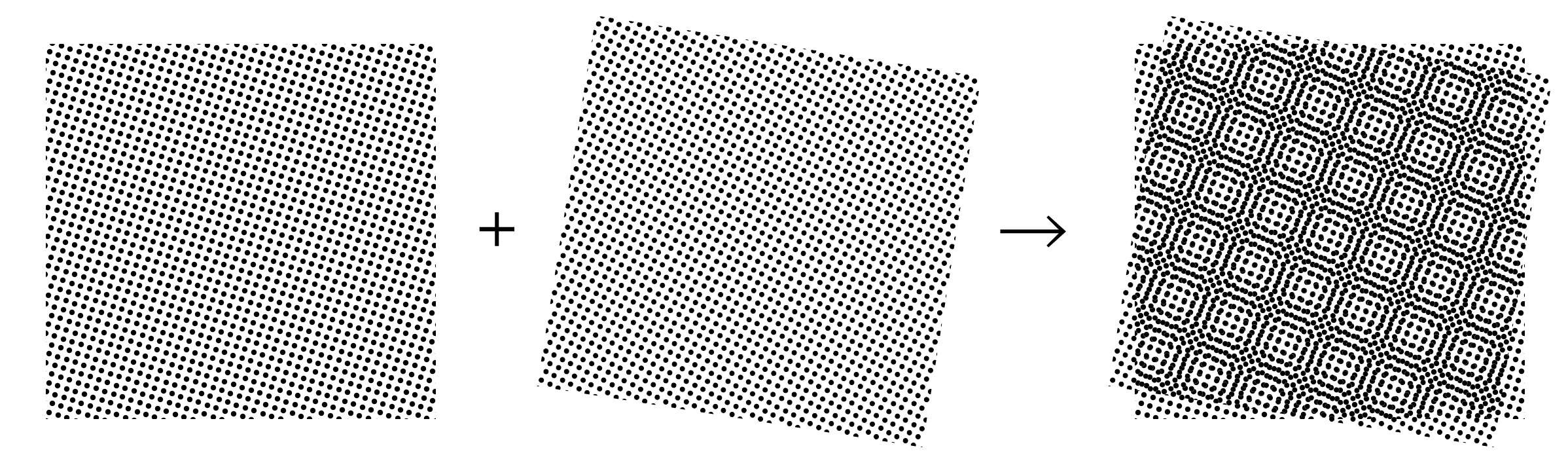
Moirémönster kan lätt uppstå i tryck om rastervinklarna inte är rätt inställda.